# Садик, Умар
Ума́р Сади́к Месба́ (англ. Umar Sadiq Mesbah; род. 2 февраля 1997, Кадуна) — нигерийский футболист, нападающий испанского клуба «Реал Сосьедад» и сборной Нигерии. Выступает на правах аренды за клуб «Валенсия».

## Клубная карьера
В 2013 году, транзитом через «Лаваньезе», нигерийский футболист оказался в «Специи». В 2015 году стал подтягиваться от молодёжной команды к основной, однако летом им заинтересовалась «Рома». 31 августа 2015 года «римляне» договорились об аренде за 500 тысяч евро с правом последующего выкупа за 2,5 млн. Игра Умара была вдохновляющей, за 10 игр в юношеской команде он забил 14 мячей. А в первом же матче юношеской Лиги Чемпионов против «Байер 04» он сделал хет-трик.
21 ноября 2015 года Садик Умар дебютировал в Серии А, выйдя на замену на 88-й минуте вместо Хуана Итурбе в поединке с «Болоньей». 20 декабря 2015 года Умар впервые отличился, забив в ворота «Дженоа» после выхода на замену. Всего в сезоне 2015/16 он сыграл 6 игр и забил 2 мяча. После завершения чемпионата «Рома» активизировала функцию выкупа, заключив контракт с игроком до 30 июня 2020 года.
16 августа 2017 года перешёл в «Торино» на правах аренды до 30 июня 2018 года. Контракт подписан с возможным правом выкупа.
27 января 2018 года до конца сезона «Рома» отдала Садика в аренду в нидерландский клуб НАК Бреда.
В январе 2019 года Умар перешел в «Перуджу» на правах аренды.
4 января 2025 года «Валенсия» объявила, что они достигли соглашения с «Реал Сосьедадом» о переходе Садику Умару на правах аренды до 30 июня 2025 года.

## Карьера в сборной
Выступал на Олимпийских Играх в Рио 2016.